# タメルラン・バシャエフ

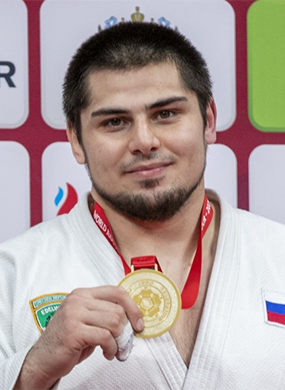

タメルラン・バシャエフ（チェチェン語: Тамерлан Таусович Башаев、1996年4月22日- ）はロシアの柔道選手。チェチェン出身。階級は100kg超級。

## 経歴
柔道は10歳の時に始めた。一方で、サンボにも取り組み、2014年にはサンボの世界ユース選手権で優勝した。その後は柔道に専念すると、2014年のヨーロッパジュニア100kg級で3位になった。2015年の世界ジュニアでは準々決勝で小川雄勢を有効で破ると、決勝では田中源大に有効を先取されるも技ありで逆転勝ちして優勝した。2016年のU23ヨーロッパ選手権で2位になると、2017年には優勝を飾った。2018年のヨーロッパ選手権では決勝でチェコのルカシュ・クルパレクに敗れて2位、世界軍人選手権大会でも2位だった。グランドスラム・大阪では準々決勝で王子谷剛志を破って3位、ワールドマスターズでは影浦心を破るなどして3位となった。2019年のグランドスラム・エカテリンブルグでは初戦で小川を破ると、決勝ではイスラエルのオル・サッソンを技ありで破って優勝した。2020年のヨーロッパ選手権では決勝で同僚のイナル・タソエフを技ありで破って優勝した。2021年のグランドスラム・アンタルヤでは決勝で原沢久喜を破って優勝した。世界選手権では決勝で影浦に技ありで敗れて2位だった。2021年の東京オリンピックは国内により代表に近いとされたライバルのイナル・タソエフがいたものの、世界選手権2位の実績が評価されて代表に選出された。
7月に日本武道館で開催された東京オリンピックでは準々決勝でオリンピック3連覇を狙っていたフランスのテディ・リネールを技ありで破る健闘を見せたが、準決勝でジョージアのグラム・ツシシビリに逆転負けを喫した。その後の3位決定戦ではウクライナのヤキフ・ハンモを合技で破って3位になった。2023年の世界選手権には中立選手(AIN)の立場で出場するも2回戦で影浦に反則負けを喫した。グランプリ・ドゥシャンベとグランドスラム・アスタナでは優勝した。グランドスラム・東京では決勝で韓国のキム・ミンジョンを浮落で破って優勝した。2024年の世界選手権では3位だった。
IJF世界ランキングは1905ポイント獲得で21位(25/6/2現在)。

## 主な戦績
- 2014年 - ヨーロッパジュニア 3位
- 2015年 - ヨーロッパジュニア 団体戦 優勝
- 2015年 - 世界ジュニア 優勝
- 2016年 - ヨーロッパジュニア 個人戦 3位 団体戦 3位
- 2016年 - U23ヨーロッパ選手権 2位
- 2017年 - U23ヨーロッパ選手権 優勝
- 2018年 - グランプリ・チュニス 3位
- 2018年 - グランドスラム・エカテリンブルグ 3位
- 2018年 - ヨーロッパ選手権 個人戦 2位 団体戦 3位
- 2018年 - グランプリ・カンクン 3位
- 2018年 - 世界軍人選手権大会 2位
- 2018年 - グランドスラム・大阪 3位
- 2018年 - ワールドマスターズ 3位
- 2019年 - グランドスラム・エカテリンブルグ 優勝
- 2020年 - グランドスラム・ブダペスト 2位
- 2020年 - ヨーロッパ選手権 優勝
- 2021年 - グランドスラム・テルアビブ 2位
- 2021年 - グランドスラム・アンタルヤ 優勝
- 2021年 - グランドスラム・カザン 優勝
- 2021年 - 世界選手権 2位
- 2021年 - 東京オリンピック 3位
- 2021年 - 東京オリンピック混合団体 5位
- 2023年 - グランプリ・ドゥシャンベ 優勝
- 2023年 - グランドスラム・アスタナ 優勝
- 2023年 - グランドスラム・バクー 3位
- 2023年 - グランドスラム・アブダビ 3位
- 2023年 - グランドスラム・東京 優勝
- 2024年 - グランプリ・オディベーラス 3位
- 2024年 - グランドスラム・タシケント 2位
- 2024年 - ヨーロッパ選手権 3位
- 2024年 - 世界選手権 3位
- 2025年 - グランドスラム・バクー　2位
- 2025年 - 世界選手権　5位

(出典、JudoInside.com)